# Walter Lubsen
Walter Harry „Chip“ Lubsen, Jr. (* 13. Juli 1955 in Alexandria, Virginia) ist ein ehemaliger Ruderer aus den Vereinigten Staaten. Er war mit dem Achter Olympiazweiter 1984 und Sieger bei den Panamerikanischen Spielen 1979.

## Karriere
Walter Lubsen belegte 1972 den fünften Platz im Zweier ohne Steuermann bei den Junioren-Weltmeisterschaften. 1975 nahm er erstmals an den Weltmeisterschaften in der Erwachsenenklasse teil. Bei der Regatta in Nottingham belegte er mit dem Vierer ohne Steuermann den siebten Platz. Im Jahr darauf trat er mit dem Achter bei den Olympischen Spielen in Montreal an und ruderte auf den neunten Platz.
1977 erreichte Lubsen bei den Weltmeisterschaften in Amsterdam mit dem Achter das A-Finale und belegte den sechsten Platz. Im Jahr darauf ruderte er bei den Weltmeisterschaften 1978 zusammen mit Darrell Vreugdenhill, Thomas Woodman, Phillip Stekl und Steuermann Robert Jaugstetter im Vierer mit Steuermann. Mit zwei Sekunden Rückstand auf die drittplatzierten Bulgaren belegte das amerikanische Boot den vierten Platz. 1979 trat Lubsen wieder im Achter an und belegte den fünften Platz bei den Weltmeisterschaften in Bled. Zwei Monate zuvor hatte der US-Achter bereits bei den Panamerikanischen Spielen in San Juan gewonnen. 1980 gehörte Lubsen zum amerikanischen Aufgebot für die Olympischen Spiele in Moskau, das aber wegen des Olympiaboykotts nicht antreten durfte. 
Vier Jahre später kehrte der 1,95 m große Lubsen für die Olympischen Spiele 1984 in Los Angeles noch einmal in die Nationalmannschaft zurück. Der US-Achter in der Besetzung Walter Lubsen, Andrew Sudduth, John Terwilliger, Christopher Penny, Thomas Darling, Fred Borchelt, Charles Clapp, Bruce Ibbetson und Steuermann Robert Jaugstetter gewann in Los Angeles seinen Vorlauf, den anderen Vorlauf gewannen die Neuseeländer. Im Finale siegten die Kanadier mit vier Zehntelsekunden Vorsprung vor dem Boot aus den Vereinigten Staaten und den Australiern, die Neuseeländer erreichten nur den vierten Platz.
Walter Lubsen ruderte unter anderem für die Cornell University und später für den Potomac Boat Club in Washington, D.C. Von 1979 bis 1997 arbeitete Lubsen bei Sallie Mae, danach war er für die Wagniskapital-Firma Stuart Mill Capital tätig, bei der er 2007 zum Partner aufstieg.